# Sioux Lookout
Sioux Lookout är ett samhälle i nordvästra Ontario, Kanada med drygt 5 000 invånare, beläget 390 meter över havet vid Highway 72.

## Historik
Namnet Sioux Lookout kommer från ett närbeläget berg som användes av Ojibway-indianer för att hålla utkik efter sioux-krigare som kunde tänkas komma för att överfalla deras läger. 
Dagens blev 1912 ändhållplats för järnvägen National Transcontinental Railway, och i många år var Sioux Lookout en renodlad järnvägsstad. När man fann guld i Red Lake blev Sioux Lookout ett av Kanadas ledande flygcentra (detta under 1920- och 1930-talen). Under kalla kriget drevs en radaranläggning för övervakning riktad mot Sovjetunionen. 

## Ekonomi
Samhällets främsta inkomstkällor är:
- Tjänstesektor (68%)
- Skogsindustri (14%)
- Transport, (12%)
- Turism (4%)

## Kultur
En årlig blåbärsfestival har hållits varje år sedan 1982.

### Transport
Sioux Lookout Airport (IATA-kod YXL)öppnade 1933 och var då Nordamerikas näst Chicago mest intensivt belastade flygplats.
Nuförtiden är flygplatsen en "mini-hub" genom vilket stora delar av all flygtrafik i nordvästra Ontario passerar. Tre flygbolag (Bearskin Airlines, NAC AIR, och Wasaya Airways) och transportbolaget ORNGE har flygplatsen som bas.